# 아이돌마스터 밀리언 라이브! (애니메이션)
《아이돌마스터 밀리언 라이브!》(일본어: アイドルマスター ミリオンライブ！ 아이도루마스타 미리온 라이부[*], THE IDOLM@STER MILLION LIVE!)는 시로구미가 제작한 일본의 텔레비전 애니메이션이다. 2023년 10월부터 12월까지 TV 도쿄 계열 등에서 방송되었다. 반다이 남코 엔터테인먼트의 비디오 게임 《아이돌마스터 밀리언 라이브!》를 원작으로 한 애니메이션이다. 약칭은 '밀리애니'(ミリアニ).
2020년 7월 4일에 진행된 밀리시타 3주년!! 방송에서, 텔레비전 애니메이션화 기획 시동이 발표되었다. 2022년 2월 13일에 무사시노노모리 종합 스포츠 플라자에서 개최된 라이브 이벤트 'THE IDOLM@STER MILLION LIVE! 8thLIVE Twelw@ve'의 2일째 공연에서 프롤로그 이미지 MV의 선행 컷이 공개되었다. MV의 풀 버전은 3월 27일에 개최된 애니메이션 이벤트 AnimeJapan 2022 RED 스테이지 애니메이션 "아이돌 마스터 밀리언 라이브!" 스페셜 이벤트'에서 악곡명 〈세븐 카운트〉로서 발표되었다. 그 후, 2023년 1월 14일에 일본무도관에서 개최된 라이브 이벤트 'THE IDOLM@STER MILLION LIVE! 9thLIVE ChoruSp@rkle!!'의 1일째 공연에서 2023년 10월부터 방송되는 것과 함께, 8월 18일부터 전국의 영화관에서 전화 선행 상영을 실시하는 것도 발표되었다.
카스가 미라이, 모가미 시즈카 · 이부키 츠바사를 중심으로 대형 연예 기획사인 765 프로덕션에 소속한 39명의 아이돌 유닛 'MILLIONSTARS'가 활동 거점이 되는 765 프로 라이브 극장에서의 시작부터 성장을 그린 이야기가 된다. 또, 765 프로덕션의 선배 아이돌이기도 한 13명 '765 PRO ALLSTARS'도 등장한다.

## 제작
시로구미는 2021년 6월 29일부터 방송된 《아이돌마스터 밀리언 라이브! 시어터 데이즈》의 4주년 기념 TV CF 풀 3DCG를 이용한 애니메이션 영상 제작도 담당했다.
텔레비전 애니메이션은 과거 애니메이션이나 게임 등 관련 작품과는 시계열이나 세계관이 직접적으로 연결되어 있지는 않지만, 각각의 요소가 개별적으로 도입되어 재해석 및 재구성한 것으로 제작되었다.
라이브 이벤트 'THE IDOLM@STER MILLIVE! 9th LIVE Choru Sp@rkle!!'에서는, 두 날 모두 상연전에 본작 내에서 사용되는 크랩 녹화가 회장 내의 관객(프로듀서)에 의해 행해졌다.

## 스토리
아직 꾸지 못한 꿈을 이루고 싶은 카스가 미라이, 어릴 적부터 아이돌을 동경한 모가미 시즈카, 그리고 어떻게 하면 진심이 될지 모르는 이부키 츠바사.
대형 기획사인 765 프로덕션에 새로 모인 39명의 아이돌들이 꿈에 이끌려 100만 개의 빛나는 마음이 극장에서 태어나 밀리언 라이브가 펼쳐진다.

## 등장인물

### 765(남코) 프로덕션

#### MILLIONSTARS
카스가 미라이(春日未来)
성우 - 야마자키 하루카
동아리 활동 등을 폭넓게 하는 가운데 '자신의 꿈'을 찾고 있으며, 765 PRO ALSTARS의 라이브에 감명을 받아 아이돌에 뜻을 둔다.
모가미 시즈카(最上静香)
성우 - 타도코로 아즈사
이부키 츠바사(伊吹翼)
성우 - Machico
에밀리 스튜어트(Emily Stewart)
성우 - 카하라 유
오오가미 타마키(大神環)
성우 - 이나카와 에리
키타가미 레이카(北上麗花)
성우 - 히라야마 에미
키타자와 시호(北沢志保)
성우 - 아마미야 소라
키노시타 히나타(木下ひなた)
성우 - 타무라 나오
코사카 우미(高坂海美)
성우 - 우에다 레이나
사쿠라모리 카오리(桜守歌織)
성우 - 코리 아리사
사타케 미나코(佐竹美奈子)
성우 - 오오제키 에리
시노미야 카렌(篠宮可憐)
성우 - 콘도 유이
시마바라 엘레나(島原エレナ)
성우 - 카쿠모토 아스카
줄리아(Julia)
성우 - 아이미
시라이시 츠무기(白石紬)
성우 - 미나미 사키
스오 모모코(周防桃子)
성우 - 와타나베 케이코
타카야마 사요코(高山紗代子)
성우 - 코마가타 유리
타나카 코토하(田中琴葉)
성우 - 타네다 리사
텐쿠바시 토모카(天空橋朋花)
성우 - 코이와이 코토리
토쿠가와 마츠리(徳川まつり)
성우 - 스와 아야카
토코로 메구미(所恵美)
성우 - 후지이 유키요
토요카와 후카(豊川風花)
성우 - 스에가라 리에
나카타니 이쿠(中谷育)
성우 - 하라시마 아카리
나가요시 스바루(永吉昴)
성우 - 사이토 유카
나나오 유리코(七尾百合子)
성우 - 이토 미쿠
니카이도 치즈루(二階堂千鶴)
성우 - 노무라 카나코
노노하라 아카네(野々原茜)
성우 - 오가사와라 사키
하코자키 세리카(箱崎星梨花)
성우 - 아사쿠라 모모
바바 코노미(馬場このみ)
성우 - 타카하시 미나미
후쿠다 노리코(福田のり子)
성우 - 하마사키 나나
마이하마 아유무(舞浜歩)
성우 - 토다 메구미
마카베 미즈키(真壁瑞希)
성우 - 아베 리카
마츠다 아리사(松田亜利沙)
성우 - 무라카와 리에
미야오 미야(宮尾美也)
성우 - 키리타니 초초
모치즈키 안나(望月杏奈)
성우 - 나츠카와 시이나
모모세 리오(百瀬莉緒)
성우 - 야마구치 리카코
야부키 카나(矢吹可奈)
성우 - 키도 이부키
요코야마 나오(横山奈緒)
성우 - 와타나베 유이
로코(ロコ)
성우 - 나카무라 아츠키
| 팀 이름 | 멤버   | 멤버   | 멤버   | 멤버   | 멤버   | 멤버   |
| ------- | ------ | ------ | ------ | ------ | ------ | ------ |
| Team1st | 안나   | 미나코 | 시호   | 토모카 | -      | -      |
| Team2nd | 카렌   | 미즈키 | 우미   | 노리코 | 리오   | -      |
| Team3rd | 후카   | 유리코 | 코토하 | 메구미 | 타마키 | -      |
| Team4th | 로코   | 나오   | 코노미 | 모모코 | 아리사 | 치즈루 |
| Team5th | 아카네 | 미야   | 사요코 | 세리카 | 이쿠   | -      |
| Team6th | 스바루 | 엘레나 | 마츠리 | 에밀리 | 히나타 | -      |
| Team7th | 레이카 | 카나   | 아유무 | 줄리아 | -      | -      |
| Team8th | 카오리 | 시즈카 | 미라이 | 츠바사 | 츠무기 | -      |

#### 765PRO ALLSTARS
아마미 하루카(天海春香)
성우 - 나카무라 에리코
키사라기 치하야(如月千早)
성우 - 이마이 아사미
호시이 미키(星井美希)
성우 - 하세가와 아키코
아키즈키 리츠코(秋月律子)
성우 - 와카바야시 나오미
가나하 히비키(我那覇響)
성우 - 누마쿠라 마나미
키쿠치 마코토(菊地真)
성우 - 히라타 히로미
시죠 타카네(四条貴音)
성우 - 하라 유미
타카츠키 야요이(高槻やよい)
성우 - 니고 마야코
하기와라 유키호(萩原雪歩)
성우 - 아사쿠라 아즈미
후타미 아미(双海亜美)
성우 - 시모다 아사미
후타미 마미(双海真美)
성우 - 시모다 아사미
미우라 아즈사(三浦あずさ)
성우 - 타카하시 치아키
미우라 이오리(水瀬伊織)
성우 - 쿠기미야 리에

#### 765 프로덕션의 스태프
프로듀서
성우 - 나카무라 겐타
'765 프로 라이브 시어터 프로젝트'의 프로듀싱을 맡는다.
치프 프로듀서
성우 - 아카바네 켄지
애니메이션 《THE IDOLM@STER》에서 765프로 프로듀서를 맡고 있던 선배 프로듀서.
아오바 미사키(青羽美咲)
성우 - 안자이 치카
765 프로 라이브 시어터의 신인 사무원.
오토나시 코토리(音無小鳥)
성우 - 타키타 주리
765 프로 라이브 시어터의 사무원.
타카기 준지로(高木順二朗)
성우 - 오오츠카 호츄
765 프로덕션의 사장.
하야사카 소라(早坂 そら)
성우 - 스기야마 리호

### 아이돌의 관계자
미라이의 부모
성우 - 카네미츠 노부아키(父), 오오이 마리에(母)
시즈카의 아버지
성우 - 야나기타 슌이치

### 그 외의 등장인물
요시카와 기자
성우 - 호시노 마츠아키
지금까지의 텔레비전 애니메이션 시리즈에서 계속 등장하는 민완 기자.
추파카브라
제7화에 등장한 수수께끼의 마스코트 캐릭터. Team2nd와 Team3rd의 해상 장애물 경주를 방해한다.
시이카
성우 - 타카하시 리에
961 프로 소속의 아이돌. 제11·12화에서 공연의 관객으로 등장.
레온
시이카와 마찬가지로 961 프로 소속의 아이돌. 대사는 없지만 제12화에서 원컷으로 등장.

## 스태프
- 기획·제작·원작 - 반다이 남코 엔터테인먼트[13]
- 감독 - 와타다 신야[13]
- CG 감독 - 시오타니 다이스케[13]
- 시리즈 구성·각본 - 카토 요이치[13]
- 애니메이션 캐릭터 디자인 - 이시이 테츠야, 츠타 카오리[13]
- 컨셉 아트 - 시로타 마사토, 오가타 나츠미, 히다 류지[13]
- 미술·설정 - 사카모토 나츠미[13]
- 미술 보드 - 빅 스튜디오[13]
- 색채 설계 - 타키가와 히카루, 사토 미유키[13]
- 촬영 감독 - 오다 켄타로[13]
- 편집 - 사이토 아카리[13]
- 음향 감독 - 키쿠타 히로미[13]
- 음악 - 토리네
- 레이블 - 란티스
- 음악 프로듀서 - 사토 타카후미
- 협력 - 반다이 남코 스튜디오[13]
- 애니메이션 프로듀서 - 이데 카즈야
- 애니메이션 제작 - 시로구미[13]
- 브랜드 프로듀서 - 하자마 와카코
- 프로듀서 - 타케이 유카, 토미타 코이치로
- 배급 - 쇼치쿠 ODS 사업실[13]

## 노래

### 주제가
주제가는 본작의 아이돌 39명의 유닛 MILLIONSTARS가 가창.
Rat A Tat!!!
오프닝 테마. / 작사 - 모모키 에이지 / 작곡 - 사토 타카후미 / 편곡 - 한다 츠바사
세븐 카운트(セブンカウント)
프롤로그 이미지 노래. / 작사 - 마츠이 요헤이 / 작곡 - 사다카 료헤이
TV 애니메이션 방송 전에 공개된 프롤로그 이미지 MV의 곡. 제4화에서는 삽입곡으로 사용되었다.
Welcome!!
선행 상영판 제2막 엔딩 테마. / 작사 - 사사키 에리 / 작곡·편곡 - 사토 타카후미
본 방송판에서는 제6화에서 엔딩 테마 위치에 인스트루멘탈이 사용되었다(크레딧 표기 없음).
Brand New Theater!
선행 상영판 제3막 엔딩 테마. / 작사 - 모모키 에이지 / 작곡 - 사토 타카후미 / 편곡 - EFFY
본 방송판에서는 제12화에서 삽입곡으로 사용되었다.

### 삽입곡
ToP!!!!!!!!!!!!!
765PRO ALLSTARS에 의한 제1화 삽입곡. / 작사 - yura / 작곡 - 사토 타카후미 / 편곡 - 토리네, 사토 타카후미
We Have A Dream
미라이, 시즈카, 츠바사, 마츠리, 유리코, 세리카, 안나의 제5화 삽입곡. / 작사 - 나카무라 메구미 / 작곡·편곡 - 사사키 히로토
Thank You(Acoustic ver.)
MILLIONSTARS의 제5화 삽입곡. / 작사 - 모모키 에이지 / 작곡·편곡 - 사토 타카후미
Star Impression
MILLIONSTARS Team1st에 의한 제6화 삽입곡. / 작사 - 코다마 사오리 / 작곡·편곡 - 야마구치 아키히코
바닷바람과 캐스터네츠(海風とカスタネット)
MILLIONSTARS Team2nd에 의한 제7화 삽입곡. / 작사 - 미사키 에리카 / 작곡·편곡 - EFFY
catch my feeling
MILLIONSTARS Team4th에 의한 제8화 삽입곡. / 작사·작곡·편곡 - KOH
Unknown Box를 여는 방법(Unknown Boxの開き方)
MILLIONSTARS Team6th에 의한 제9화 삽입곡. / 작사 - Cocoro. / 작곡 - 本田正樹 / 편곡 - 椿山日南子
Snow White
키사라기 치하야에 의한 제9화 삽입곡. / 작사 - 모리 유리코 작곡 - rino / 편곡 - 마스다 타케시
극중에서는 치하야의 가창 외, 시즈카에 의한 아카펠라도 사용되었다.
추억의 샌드 글래스(追憶のサンドグラス)
제9화 삽입곡. / 작사 - ZAQ / 작곡·편곡 - 타카다 쿄
극중에서는 인스트루멘탈이 사용되었다.
READY!!
765 MILLIONSTARS에 의한 제9화 삽입곡. / 작사 - yura / 작곡·편곡 - 코사키 사토루
G선상의 아리아
치하야·시즈카·시호·세리카에 의한 제10화 삽입곡. / 작사 - 미사키 에리카 / 작곡 - J.S.바흐 / 편곡 - 토리네
Gift Sign
모가미 시즈카에 의한 제10화 삽입곡. / 작사 - 미사키 에리카, 작곡·편곡 - 하라다 아츠시
Twirler(トワラー)
MILLIONSTARS Team7th에 의한 제11화 삽입곡. / 작사 - 키미코 / 작곡·편곡 - 사사키 준
극중에서는 줄리아에 의한 솔로의 연주 낭송으로 사용되었다.
Dreaming!
MILLIONSTARS Team6th에 의한 제11화 삽입곡. / 작사 - 미사키 에리카 / 작곡 - 사토 타카후미 / 편곡 - Arte Refact
Rocket Star☆(ロケットスター☆)
이부키 츠바사에 의한 제11화 삽입곡. / 작사 - 미사키 에리카 / 작곡·편곡 - 혼다 유키
Festa Illumination(フェスタ·イルミネーション)
토쿠가와 마츠리에 의한 제12화 삽입곡. / 작사·작곡 - 마츠이 요헤이 / 편곡 - 세키노 모토키
초↑활기 Show☆아이돌ch@ng!(チョー↑元気Show☆アイドルch@ng!)
마츠다 아리사에 의한 제12화 삽입곡. / 작사 - 마츠이 요헤이 / 작곡·편곡 - 버그베어
Baton Touch(バトンタッチ)
MILLIONSTARS Team5th에 의한 제12화 삽입곡. / 작사 - 미야자키 마유 / 작곡·편곡 - 사쿠라자와 히카루
Sentimental Venus
후카·안나·나오에 의한 제12화 삽입곡. / 작사 - 코다마 사오리 / 작곡 - rino, 편곡 - 세키노 모토키
야청색 금붕어와 꽃창포(瑠璃色金魚と花菖蒲)
시라이시 츠무기에 의한 제12화 삽입곡. / 작사 - 나카무라 카나타 / 작곡·편곡 - 람시니
Hummingbird(ハミングバード)
사쿠라모리 카오리에 의한 제12화 삽입곡. / 작사·작곡 - 후지모토 노리코 / 편곡 - 후쿠토미 마사유키
오렌지의 기억(オレンジノキオク)
MILLIONSTARS Team3rd에 의한 제12화 삽입곡. / 작사·작곡 - 야마다 토모카즈 / 편곡 - 스미야 쇼헤이
REFRAIN REL@TION
MILLIONSTARS Team8th에 의한 제12화 삽입곡. / 작사 - 마츠이 요헤이 / 작곡·편곡 - 타카다 쿄
극중에서는 MILLIONSTARS의 39명에 의한 가창으로서 사용되었다.

## 방영 목록
| 화수   | 제목                                                                              | 그림 콘티                                                         | 연출                              | 작화 감독                                    | 방송일          |
| ------ | --------------------------------------------------------------------------------- | ----------------------------------------------------------------- | --------------------------------- | -------------------------------------------- | --------------- |
| 제1화  | たったひとつの自分らしい夢 단 하나의 나다운 꿈                                    | 와타다 신야 아라이 요헤이 우메자와 준이치 츠타 카오리 나가베 슈타 | 시오타니 다이스케                 | 츠타 카오리 박지승                           | 2023년 10월 8일 |
| 제2화  | 夢のとびらはオーディション 꿈의 문은 오디션                                       | 아라이 요헤이 츠타 카오리                                         | 야마무라 사토시                   | 츠타 카오리                                  | 10월 15일       |
| 제3화  | きらめく世界! 私たちのシアター! 반짝이는 세계! 우리의 시어터!                     | 타카하시 마사노리 츠타 카오리                                     | 아마이 카즈후미                   | 츠타 카오리 박지승                           | 10월 22일       |
| 제4화  | 原っぱライブ はじめます!? 공터 라이브 시작합니다!?                                | 아라이 요헤이                                                     | 히라카와 타카미츠                 | 츠타 카오리                                  | 10월 29일       |
| 제5화  | 未完成のThank You! 미완성의 Thank You!                                            | 우메자와 준이치 아마이 카즈후미                                   | 시오타니 다이스케 아마이 카즈후미 | 츠타 카오리 시라이 준 박지승                 | 11월 5일        |
| 제6화  | 動き出す夢 ライブシアタープロジェクト! 움직이기 시작한 꿈 라이브 시어터 프로젝트! | 아라이 요헤이                                                     | 야마무라 사토시                   | 츠타 카오리                                  | 11월 12일       |
| 제7화  | ドキッ! 真夏の海のデビューバトル! 두근! 한여름 바다의 데뷔 배틀!                  | 우메자와 준이치 아마이 카즈후미                                   | 아마이 카즈후미                   | 박지승 TMD                                   | 11월 19일       |
| 제8화  | 変わるためのステージ 달라지기 위한 스테이지                                       | 타카하시 마사노리 아마이 카즈후미 아라이 요헤이                   | 히라카와 타카미츠                 | 츠타 카오리 박지승                           | 11월 26일       |
| 제9화  | もうひとつのバトン 또 하나의 바통                                                 | 아라이 요헤이                                                     | 시오타니 다이스케                 | 츠타 카오리                                  | 12월 3일        |
| 제10화 | アイドルに大切なもの 아이돌에게 소중한 것                                         | 츠타 카오리                                                       | 야마무라 사토시                   | 츠타 카오리 시라이 준 박지승 우에하라 유카코 | 12월 10일       |
| 제11화 | とびらの向こう 繋がる想い 문의 저편 이어지는 마음                                 | 우메자와 준이치 아마이 카즈후미                                   | 아마이 카즈후미                   | 츠타 카오리                                  | 12월 17일       |
| 제12화 | 新しい未来へ 새로운 미래로                                                        | 아라이 요헤이                                                     | 히라카와 타카미츠                 | 츠타 카오리 시라이 준                        | 12월 24일       |

## 선행 상영
제1막이 2023년 8월 18일부터 9월 7일, 제2막이 9월 8일부터 28일, 제3막이 9월 29일부터 10월 19일까지 각각 선행 상영되었다. 또한, 상영 기간을 연장한 극장도 있었다.

## CD
THE IDOLM@STER MILLION ANIMATION THE@TER
본작에서 사용된 노래를 수록한 CD 시리즈.

### 내용주
1. ↑  극중 텔롭에서는 'MILLIONSTARS Team7th'의 곡으로 표기되지만, 엔딩 크레딧에서는 '줄리아'의 곡으로 표기되었다.
2. ↑  극중 텔롭에서는 'MILLIONSTARS Team8th'의 곡으로 표기되지만, 엔딩 크레딧에서는 'MILLIONSTARS'의 곡으로 표기되었다.

#### 유닛 구성원
1. ↑  카스가 미라이(야마자키 하루카), 모가미 시즈카(타도코로 아즈사), 이부키 츠바사(Machico), 타나카 코토하(타네다 리사), 시마바라 엘레나(카쿠모토 아스카), 사타케 미나코(오오제키 에리), 토코로 메구미(후지이 유키요), 토쿠가와 마츠리(스와 아야카), 하코자키 세리카(아사쿠라 모모), 노노하라 아카네(오가사와라 사키), 모치즈키 안나(나츠카와 시이나), 로코(나카무라 아츠키), 나나오 유리코(이토 미쿠), 타카야마 사요코(코마가타 유리), 마츠다 아리사(무라카와 리에), 코사카 우미(우에다 레이나), 나카타니 이쿠(하라시마 아카리), 텐쿠바시 토모카(코이와이 코토리), 에밀리 스튜어트(카하라 유), 키타자와 시호(아마미야 소라), 마이하마 아유무(토다 메구미), 키노시타 히나타(타무라 나오), 야부키 카나(키도 이부키), 요코야마 나오(와타나베 유이), 니카이도 치즈루(노무라 카나코), 바바 코노미(타카하시 미나미), 오오가미 타마키(이나카와 에리), 토요카와 후카(스에가라 리에), 미야오 미야(키리타니 초초), 후쿠다 노리코(하마사키 나나), 마카베 미즈키(아베 리카), 시노미야 카렌(콘도 유이), 모모세 리오(야마구치 리카코), 나가요시 스바루(사이토 유카), 키타가미 레이카(히라야마 에미), 스오 모모코(와타나베 케이코), 줄리아(아이미), 시라이시 츠무기(미나미 사키), 사쿠라모리 카오리(코리 아리사)
2. ↑  아마미 하루카(나카무라 에리코), 호시이 미키(하세가와 아키코), 키사라기 치하야(이마이 아사미), 타카츠키 야요이(니고 마야코), 하기와라 유키호(아사쿠라 아즈미), 키쿠치 마코토(히라타 히로미), 후타미 아미 / 마미(시모다 아사미), 미나세 이오리(쿠기미야 리에), 미우라 아즈사(타카하시 치아키), 시죠 타카네(하라 유미), 가나하 히비키(누마쿠라 마나미), 아키즈키 리츠코(와카바야시 나오미)
3. ↑  카스가 미라이(야마자키 하루카), 키노시타 히나타(타무라 나오), 줄리아(아이미), 타카야마 사요코(코마가타 유리), 타나카 코토하(타네다 리사), 텐쿠바시 토모카(코이와이 코토리), 하코자키 세리카(아사쿠라 모모), 마츠다 아리사(무라카와 리에), 모가미 시즈카(타도코로 아즈사), 모치즈키 안나(나츠카와 시이나), 야부키 카나(키도 이부키), 에밀리 스튜어트(카하라 유), 오오가미 타마키(이나카와 에리), 키타가미 레이카(히라야마 에미), 코사카 우미(우에다 레이나), 사타케 미나코(오오제키 에리), 시마바라 엘레나(카쿠모토 아스카), 나가요시 스바루(사이토 유카), 노노하라 아카네(오가사와라 사키), 바바 코노미(타카하시 미나미), 후쿠다 노리코(하마사키 나나), 마이하마 아유무(토다 메구미), 마카베 미즈키(아베 리카), 모모세 리오(야마구치 리카코), 요코야마 나오(와타나베 유이), 이부키 츠바사(Machico), 키타자와 시호(아마미야 소라), 시노미야 카렌(콘도 유이), 스오 모모코(와타나베 케이코), 토쿠가와 마츠리(스와 아야카), 토코로 메구미(후지이 유키요), 토요카와 후카(스에가라 리에), 나카타니 이쿠(하라시마 아카리), 나나오 유리코(이토 미쿠), 니카이도 치즈루(노무라 카나코), 로코(나카무라 아츠키), 미야오 미야(키리타니 초초)
4. ↑  사타케 미나코(오오제키 에리), 키타자와 시호(아마미야 소라), 텐쿠바시 토모카(코이와이 코토리), 모치즈키 안나(나츠카와 시이나)
5. ↑  코사카 우미(우에다 레이나), 시노미야 카렌(콘도 유이), 후쿠다 노리코(하마사키 나나), 마카베 미즈키(아베 리카), 모모세 리오(야마구치 리카코)
6. ↑  바바 코노미(타카하시 미나미), 스오 모모코(와타나베 케이코), 니카이도 치즈루(노무라 카나코), 마츠다 아리사(무라카와 리에), 요코야마 나오(와타나베 유이), 로코(나카무라 아츠키)
7. 1 2  토쿠가와 마츠리(스와 아야카), 에밀리 스튜어트(카하라 유), 키노시타 히나타(타무라 나오), 시마바라 엘레나(카쿠모토 아스카), 나가요시 스바루(사이토 유카)
8. ↑  아마미 하루카(나카무라 에리코),키사라기 치하야(이마이 아사미), 호시이 미키(하세가와 아키코), 키쿠치 마코토(히라타 히로미), 하기와라 유키호(아사쿠라 아즈미), 미나세 이오리(쿠기미야 리에), 카스가 미라이(야마자키 하루카), 모가미 시즈카(타도코로 아즈사), 이부키 츠바사(Machico), 사쿠라모리 카오리(코리 아리사), 시라이시 츠무기(미나미 사키)
9. ↑  줄리아(아이미), 키타가미 레이카(히라야마 에미), 마이하마 아유무(토다 메구미), 야부키 카나(키도 이부키)
10. ↑  타카야마 사요코(코마가타 유리), 나카타니 이쿠(하라시마 아카리), 노노하라 아카네(오가사와라 사키), 하코자키 세리카(아사쿠라 모모), 미야오 미야(키리타니 초초)
11. ↑  타나카 코토하(타네다 리사), 오오가미 타마키(이나카와 에리), 토코로 메구미(후지이 유키요), 토요카와 후카(스에가라 리에), 나나오 유리코(이토 미쿠)
12. ↑  카스가 미라이(야마자키 하루카), 모가미 시즈카(타도코로 아즈사), 이부키 츠바사(Machico), 사쿠라모리 카오리(코리 아리사), 시라이시 츠무기(미나미 사키)

### 참조주
1. ↑  “アニメ『アイマス ミリオンライブ！』が10月8日より毎週日曜午前10時に放送決定。新キービジュアルや特番の情報も公開”. 《ファミ通.com》. KADOKAWA Game Linkage. 2023년 9월 8일. 2023년 9월 8일에 확인함.
2. 1 2  “アニメ『アイマス ミリオンライブ！』は10月より放送開始。新ビジュアル、PVが公開、8月から劇場先行上映会の実施も決定！”. 《ファミ通.com》. KADOKAWA Game Linkage. 2023년 1월 14일. 2023년 1월 19일에 확인함.
3. ↑  “アニメ『アイドルマスター ミリオンライブ！』TVCM解禁。新規カット満載、野々原茜の元気いっぱいなナレーションでお届け”. 《ファミ通.com》. KADOKAWA Game Linakge. 2023년 3월 25일. 2023년 8월 26일에 확인함.
4. ↑  “『アイドルマスター ミリオンライブ！』テレビアニメプロジェクトが始動！”. 《ファミ通.com》. KADOKAWA Game Linkage. 2020년 7월 4일. 2023년 1월 19일에 확인함.
5. ↑  “『アイマス ミリオンライブ！』2023年1月に日本武道館で9thライブが開催決定。アニメのプロローグイメージMV先行カットも公開【8thライブDAY2発表まとめ】”. 《ファミ通.com》. KADOKAWA Game Linkage. 2022년 2월 13일. 2023년 1월 19일에 확인함.
6. ↑  “アニメ『アイマス ミリオンライブ！』プロローグイメージMVのフルバージョンが新曲『セブンカウント』とともに公開。アニメ本編は2023年にテレビアニメとして公開予定”. 《ファミ通.com》. KADOKAWA Game Linkage. 2022년 3월 27일. 2023년 1월 19일에 확인함.
7. ↑  “『アイマス ミリオンライブ！』9thライブDAY1リポート。6年振りに帰ってきた日本武道館で、いつもと違う一面やダンスを見せるアイドルたち”. 《ファミ通.com》. KADOKAWA Game Linkage. 2023년 1월 14일. 2023년 1월 19일에 확인함.
8. ↑  “【ミリオン】アニメ「アイドルマスター ミリオンライブ！」本日より劇場にて先行上映開始！765PRO ALLSTARSの出演も発表！”. 《【公式】アイドルマスター ポータル（アイマス）》. バンダイナムコエンターテインメント. 2023년 8월 18일. 2023년 8월 18일에 확인함.
9. ↑  “「ミリシタ」、白組制作の4周年記念TVCM公開”. 《Game Watch》. インプレス. 2021년 6월 29일. 2023년 1월 19일에 확인함.
10. ↑  【生配信】【ミリオンライブ！】ミリアニ765プロch キックオフ生配信【アニメ】【アイドルマスター】
11. ↑  “『アイマス ミリオンライブ！』9thライブDAY1リポート。6年振りに帰ってきた日本武道館で、いつもと違う一面やダンスを見せるアイドルたち”. 《ファミ通.com》. KADOKAWA Game Linkage. 2023년 1월 14일. 2023년 10월 8일에 확인함.
12. ↑  “『アイマス ミリオンライブ！』9thライブ2日目リポート。大切な場所“日本武道館”でのライブは、アイドルたちの新境地が垣間見える内容に”. 《ファミ通.com》. KADOKAWA Game Linkage. 2023년 1월 15일. 2023년 10월 8일에 확인함.
13. 1 2 3 4 5 6 7 8 9 10 11 12 13 14 15 16 17 18 19 20 21 22 23 24 25 26 27 28 29 30 31 32 33 34 35 36 37 38 39 40 41 42 43 44 45 46 47 48 49 50 51 52 53 54 55 56 57 58 59 60 61 62 63 64 65 66 67 68 69 70 71 72 73  “STAFF & CAST”. 《アニメ公式『アイドルマスター ミリオンライブ！』》. バンダイナムコエンターテインメント. 2023년 8월 18일에 확인함.
14. ↑  “【アイマス】アニメ『アイドルマスター ミリオンライブ！』劇場先行上映の予告PVが公開。OP主題歌『Rat A Tat!!!』を使用”. 《ファミ通.com》. KADOKAWA Game Linkage. 2023년 6월 2일. 2023년 6월 2일에 확인함.
15. 1 2  “THE IDOLM@STER MILLION ANIMATION THE@TER 『Rat A Tat!!!』”. 《THE IDOLM@STER MILLION LIVE!｜Lantis web site》. バンダイナムコミュージックライブ. 2023년 9월 7일에 확인함.
16. ↑  《「アイドルマスター ミリオンライブ！ 第2幕」パンフレット》, バンダイナムコエンターテインメント, 2023년 9월 8일, 27쪽
17. ↑  《「アイドルマスター ミリオンライブ！ 第3幕」パンフレット》, バンダイナムコエンターテインメント, 2023년 9월 29일, 23쪽
18. ↑  “『アイドルマスター ミリオンライブ！』1週目来場者特典公開”. 《アニメイトタイムズ》. アニメイト. 2023년 7월 31일. 2023년 8월 19일에 확인함.
19. ↑  “新宿ピカデリー＆京成ローザ10にて第2幕4週目の上映延長が決定！”. 《アニメ公式『アイドルマスター ミリオンライブ！』》. バンダイナムコエンターテインメント. 2023년 9월 27일. 2023년 10월 24일에 확인함.
20. ↑  “『ユナイテッド・シネマ豊洲』『新宿ピカデリー』『横浜ブルク13』にて上映延長が決定！”. 《アニメ公式『アイドルマスター ミリオンライブ！』》. バンダイナムコエンターテインメント. 2023년 10월 19일. 2023년 10월 24일에 확인함.